# Katwijkse Reddings Brigade

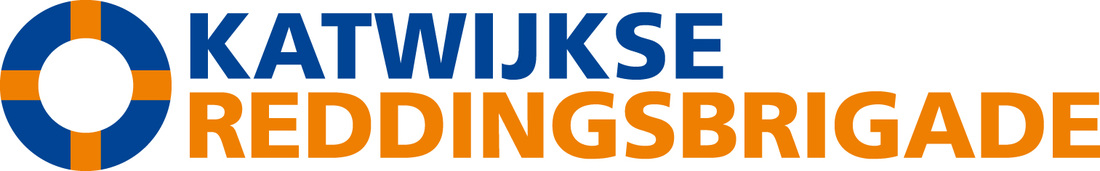
Officieel logo Katwijkse Reddingsbrigade

De Katwijkse Reddingsbrigade (KRB) is een reddingsbrigade, gestationeerd in Katwijk aan Zee in de Nederlandse provincie Zuid-Holland. De KRB is aangesloten bij Reddingsbrigade Nederland.

## Oprichting
De Katwijkse Reddingsbrigade (KRB) werd op initiatief van een inspecteur van de Katwijkse politie en de Noordwijkse Reddings Brigade opgericht. Op 14 maart 1923 werd – tijdens een ledenvergadering – het bestaan van de vereniging een feit.
Vanaf 1928 laat de brigade van zich horen door een grote reddingsdemonstratie te organiseren in samenwerking met brigades uit Noordwijk en Den Haag. In juli 1928 werd door een gift van prinses Juliana de eerste roeivlet aangeschaft. Ook de zwemopleidingen liepen dat jaar voortvarend. Vooraf aan de praktijkles, die ’s zomers in het binnenwater plaatsvond, kregen de cursisten in de winter eerst les in droogzwemmen op een oude zolder.
Aangezien de brigade zelf inkomsten moest genereren werd er regelmatig een bazaar gehouden. Aanvankelijk bestond de brigade uit twee verenigingen, namelijk de noorder- en zuiderstrandvereniging. De leden hiervan waren vakantiegangers van buiten de gemeente Katwijk. In 1935 kon de eerste bebouwing op het strand worden gerealiseerd aan de zuidkant van het Katwijkse strand. In 1936 werd er ook aan de noordkant van het strand een strandpost geplaatst. 
Helaas kenden de strandposten geen lange levensduur. In de Tweede Wereldoorlog werd het strand tot verboden gebied verklaard en moesten de posten op last van de Duitse bezetters worden afgebroken. De eerste bazaar in Katwijk na de oorlog werd gehouden door de KRB, zodat er geld ingezameld kon worden voor nieuw materiaal. Er werd volgens een rooster op zowel de week- als weekenddagen uitkijk gezeten op nieuwe posten. Het zat de brigade niet mee toen de posten in januari 1953 tijdens de watersnoodramp compleet wegspoelden.
In 1954 werd – met medewerking van de gemeente – gestart met de wederopbouw van de Zuidpost op een bunkerrand aan het einde van de Boulevard. De Noordpost werd enkele jaren later opnieuw opgebouwd. Deze posten zijn in 2015 gesloopt vanwege nieuwbouw. 
Na de materialen jarenlang op diverse plaatsen te hebben ondergebracht bleek een eigen opslagruimte noodzakelijk. In 1965 werd de opslagloods op feestelijke wijze in gebruik genomen door met de eerste portofoon opdracht te geven de vlag bij de loods te hijsen. Het gebouw werd in 1981 gesloopt door vernieuwing van de uitwatering, waarna in 1984 de huidige materiaalloods aan de Kanaaldijk werd geopend.

### Opmerkelijke actie
Op 15 augustus 1973 kwam een Brequet Atlantic van het Marine Vliegkamp in de problemen bij een proefvlucht na onderhoud. De gezagvoerder besloot een noodlanding op zee te maken. Aangezien het een zomerse dag was, zijn veel mensen hier getuige van geweest. De KRB heeft samen met een vissersbootje en een boot van de Wassenaarse Reddingsbrigade de bemanning in veiligheid gebracht.

## Strandbewaking

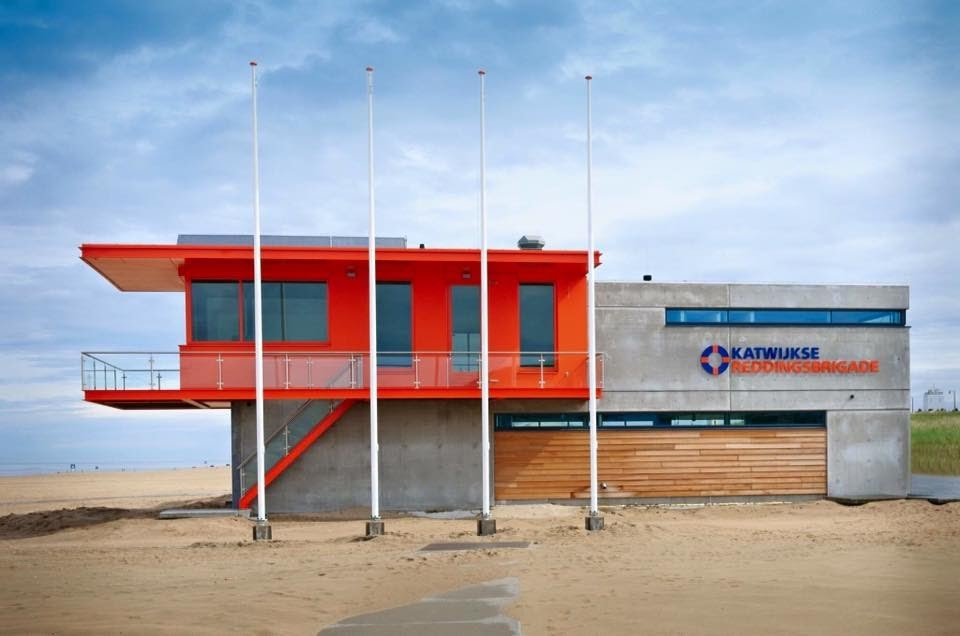
De huidige strandposten van de KRB.

De Katwijkse Reddingsbrigade verzorgt vanaf twee strandposten, de Noord- en Zuidpost, de strandbewaking langs het Katwijkse strand. Het Katwijkse strand is ongeveer 5 kilometer lang. De KRB is het hele jaar door inzetbaar en oproepbaar, door bijvoorbeeld de Kustwacht en de meldkamer. Na een alarm zijn de strandwachten van de KRB binnen een kwartier onderweg naar het incident en binnen een half uur aanwezig. Gedurende de drukkere zomermaanden (medio juni tot begin september) zijn de strandwachten zeven dagen per week van 9:30u – 18:00u aanwezig op de twee strandposten. Door middel van continue uitkijk en patrouilles proberen de vrijwilligers ongelukken te voorkomen. Als de strandwachten een incident opmerken nemen zij rechtstreeks contact op met de meldkamer voor aanvullende hulp van bijvoorbeeld Ambulance, Politie of KNRM.
Jaarlijks komen de strandwachten zo'n honderd keer in actie. Hierbij gaat het om concrete hulpverleningsacties, variërend van een watersporter in nood, een zwemmer in moeilijkheden, grote zoekacties met luchtsteun van helikopters tot een reanimatie op het strand. Naast deze meer spectaculaire hulpverleningen verleent de KRB in meer dan 500 gevallen eerste hulp, worden bijna 200 verdwaalde kinderen opgevangen en weer met hun ouders herenigd, en wordt er voorlichting gegeven aan honderden schoolkinderen. De Katwijkse Reddingsbrigade werkt in het operationele gedeelte onder de naam Lifeguard Katwijk. Dit om de internationale aard van het werk goed te uiten.

## Materiaal

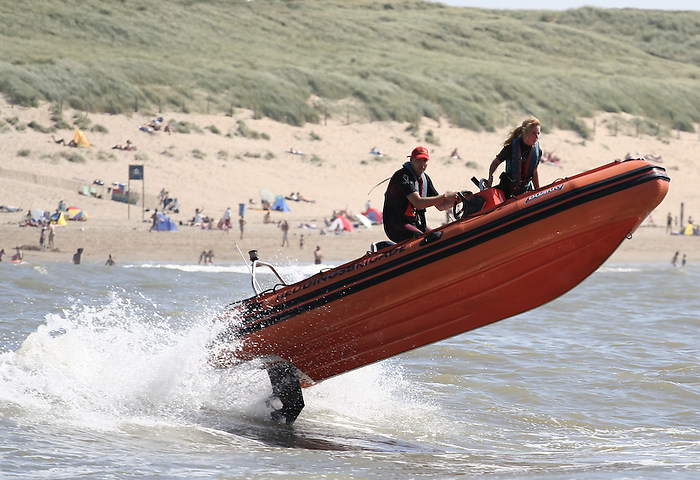
Een Duarry SR8 van de KRB

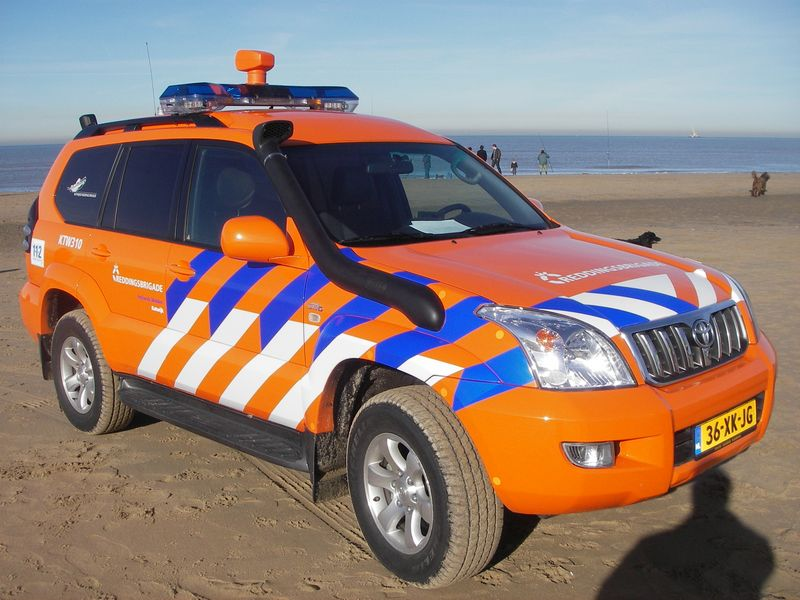
Het hulpverleningsvoertuig van de KRB

### Reddingsposten
De KRB beschikt over twee strandposten, die zich op het drukkere gedeelte voor de Boulevard bevinden. De Noordpost is gevestigd in de buurt van de Watering en de Zuidpost aan de zuidkant van de Boulevard. Beide strandposten zijn uitgerust met moderne communicatieapparatuur, waaronder C2000. Hiermee communiceren de strandwachten met boten en het hulpverleningsvoertuig. Middels marifoon en C2000 kan tevens met andere hulpdiensten worden gecommuniceerd.

### Varend
De KRB beschikt over 2 Rescue Water Crafts (RWC) en 4 boten. Er zijn 2 boten van het type “Duarry SR8”, welke zijn uitgerust met een 40pk buitenboordmotor van het type Mercury. Tevens is er een boot van het type “Ribcraft 4.8”. Deze boot heeft een 60pk buitenboordmotor van het type Mercury. Bovengenoemde boten worden gebruikt voor de strandbewaking, zoekacties en snelle inzet. Daarnaast beschikt de KRB over een boot van het type “XS Rib 550”. Deze wordt gebruikt voor de strandbewaking en snelle inzet.

### Rijdend
De Katwijkse Reddingsbrigade heeft de beschikking over een strandhulpverleningsvoertuig (SHV) dat kan worden ingezet voor diverse doeleinden. Op dit moment gebruikt de KRB een Toyota Land Cruiser, welke is voorzien van automatische transmissie en vierwielaandrijving. De auto heeft 3 vaste zitplaatsen, 1 zitplaats naast de brancard, ruimte voor een brancard en een kleine laadruimte voor materialen, waaronder EHBO-materiaal en een AED. 
Naast de bovengenoemde SHV heeft de KRB een trekker van het type “New Holland Boomer”, welke wordt gebruikt voor het vervoer van boten, en een All Terrain Vehicle (ATV) van het type “New Holland Rustler”. De ATV wordt voornamelijk ingezet voor strandpatrouilles. Ten slotte beschikt de KRB over 4 fietsen, welke worden ingezet voor strandbewaking, zoekacties en snelle inzet.

## SAR Katwijk

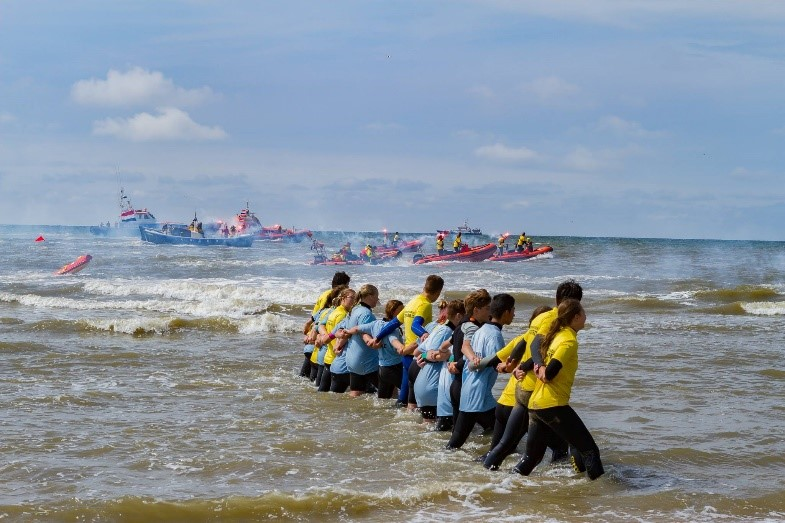
Demonstratie tijdens SAR Katwijk 2017

De Katwijkse Reddingsbrigade organiseert jaarlijks een grote reddingsdemonstratie. Dit evenement, SAR Katwijk, is een van de grootste op dit terrein in Nederland. Gedurende de dag laten de diverse deelnemers hun werkzaamheden zien op het gebied van reddingswerk. De KRB verzorgt in samenwerking met onder andere de KNRM, Politie, Brandweer Katwijk, Regionale Ambulance Voorziening Hollands-Midden, NHV, PHDC, Kustwacht en vele anderen een dagvullend programma met veel actie op zee, het strand en in de lucht.